# Glogauer Liederbuch
Das Glogauer Liederbuch, früher auch Berliner Liederbuch genannt, ist eine um 1480 entstandene Sammlung von 292 geistlichen und weltlichen Vokal- und Instrumentalstücken der Spätgotik aus Schlesien. Der niederschlesische Ort Glogau liegt ca. 100 km nordwestlich von Breslau an der Oder. Es gilt als der älteste bekannte Stimmbuchsatz aus Mitteleuropa, der in drei Stimmbüchern (Discantus, Tenor, Contratenor) überliefert ist. Ein kleinerer Teil davon hat deutsche Titel und teilweise auch Liedtexte. Es handelt sich um eine Gebrauchssammlung für das gesellige Musizieren, die einer kleinen klösterlichen Gemeinschaft zur Unterhaltung diente.
Das Glogauer Liederbuch befindet sich heute als Teil der Berlinka-Sammlung in den Beständen der Biblioteka Jagiellońska in Krakau.

## Aufnahmen/Tonträger
- Glogauer Liederbuch / Śpiewnik głogowski. die nacht die wil verbergen sich. Geistliche und weltliche Musik der Spätgotik aus Schlesien im Jahresverlauf / Muzyka Późnego gotyku na Śląsku. Clemencic Consort, René Clemencic. Oehms Classics. 2012
- Das Glogauer Liederbuch (The Glogau Song Book). Songs, Comic Tales and Tails. Sabine Lutzenberger (Sopran), Martin Hummel (Bariton), Marc Lewon (Laute, Leitung), Ensemble Dulce Melos. Naxos 8.572576. 2012

## Ausgaben
- Heribert Ringmann (Hrsg.), Joseph Klapper (Textrevision): Das Glogauer Liederbuch. Erster Teil: Deutsche Lieder und Spielstücke (= Das Erbe deutscher Musik, Bd. 4, Abteilung Mittelalter, Bd. 1). Bärenreiter, Kassel 1936.
- Heribert Ringmann (Hrsg.), Joseph Klapper (Textrevision): Das Glogauer Liederbuch. Zweiter Teil: Ausgewählte lateinische Sätze (= Das Erbe deutscher Musik, Bd. 8, Abteilung Mittelalter, Bd. 2). Bärenreiter, Kassel 1937.
- Christian Väterlein (Hrsg.): Das Glogauer Liederbuch. Dritter Teil: Nr. 1-120 (= Das Erbe deutscher Musik, Bd. 85, Abteilung Mittelalter, Bd. 22). Bärenreiter, Kassel/Basel/London 1981.
- Christian Väterlein (Hrsg.): Das Glogauer Liederbuch. Vierter Teil: Nr. 121-294, Kritischer Bericht und Verzeichnisse (= Das Erbe deutscher Musik, Bd. 86, Abteilung Mittelalter, Bd. 23). Bärenreiter, Kassel/Basel/London 1981.
- Howard Mayer Brown (Hrsg.): Glogauer Liederbuch (= Renaissance Music in Facsimile, vol. 6). Garland, New York [u. a.] 1986.